# Рустам Фаррохзад
Руста́м Фаррохза́д (перс. بستم برخزاد‎‎) — иранский полководец, спахбед Адурбадагана во время правления Борандохт и главнокомандующий персидской армии во время правления последнего сасанидского шахиншаха Йездегерда III. Рустам — один из персонажей персидской эпической поэмы Фирдоуси «Шахнаме».

## Биография
Рустам происходил из аристократического рода Испахбудханов, его отцом был Фаррух Хормизд (Ормизд); семья вела свое происхождение от спахбедов и занимала важные посты в государстве. Вероятно, участвовал в свержении шахиншаха Хосрова II, а также шахиншаха Шахрвараза, который был убит после сорокадневного правления в результате переворота Фарруха Хормизда.
В 630 году, узнав об убийстве в Ктесифоне своего отца, Рустам, который в то время был правителем Хорасана, стал его преемником в качестве лидера семей Пахлави. Чтобы отомстить за своего отца, он отправился в Ктесифон, по словам историка IX века Сайфа ибн Умара, «побеждая каждую армию Азармедохт, которую он встречал». Затем он разбил силы Сиявахша в Ктесифоне и захватил город. Вскоре после этого Азармидохт была ослеплена и убита Рустамом, который восстановил Боран на троне в июне 631 года. Боран пожаловалась ему на состояние империи, которая в то время находилась в состоянии слабости и упадка. Сообщается, что она пригласила его управлять ее делами и таким образом позволила ему взять на себя всю власть.
В 632 году в Ктесифоне вспыхнуло восстание, свергнувшее Боран и отстранившее Рустама от регенства. Вскоре после этого Боран была убита и возобновилась война между партиями Пахлави и Парсигов за власть, шедшая до тех пор, пока Рустам и лидер парсигов Пируз Хосров не договорились работать вместе, посадив на трон племянника Боран Йездигерда III (правил в 632–651 гг.) и положив тем самым конец гражданской войне. Йездигерду было восемь лет во время его коронации. При своем восшествии на престол он поручил Рустаму защиту империи, сказав ему: «Сегодня ты [самый выдающийся] человек среди персов». Йездигерд был признан законным монархом как фракциями Парсигов, так и Пахлавов.
Во время иранских междоусобиц началась экспансия арабов-мусульман на юго-западные границы Ирана под руководством халифа Умара ибн аль-Хаттаба. Персы неоднократно отражали наступление арабов, и в 634 году армия халифа потерпела, казалось бы, решающее поражение в Битве у моста. Однако сасанидский генерал Бахман Джадуя получил приказ Рустама вернуться в Ктесифон, чтобы подавить восстание в своей собственной столице. Войска халифа Умара отступили, но лишь для того, чтобы три года спустя начать новое, на этот раз успешное наступление.
Командующим всей иранской армией, которая противостояла арабам, был назначен Рустам. На новом посту он начал с подготовки антиарабского восстания в Вавилонии (Саваде), разослав в города и селения своих агентов для ведения пропаганды среди местного населения, которым Рустам обещал помощь отрядами регулярной армии.
В 636 году Йездегерд III приказал Рустаму разбить арабов-мусульман и сказал ему: «Сегодня ты [самый выдающийся] человек среди иранцев. Ты видишь, что народ Ирана не сталкивался с подобной ситуацией с тех пор, как семья Ардашира Папакана пришла к власти».
Сложность обстановки требовала от сасанидской администрации принятия быстрых и решительных мер в сочетании с искусной дипломатией. Рустам, сравнив арабов со «стаей волков, набрасывающихся на ничего не подозревающих пастухов и уничтожающих их», предложил Йездегерду: «О царь, позволь мне [действовать по-своему]. Арабы все еще боятся иранцев до тех пор, пока вы не настроите их против меня. Остается надеяться, что моя удача продлится долго и что Бог избавит нас от неприятностей.» Затем Рустам сказал: «Мы должны использовать правильную уловку», — настаивал он. «На войне терпение важнее поспешности, и сейчас главное — терпение. Сражаться с одной армией за другой лучше, чем потерпеть одно [и полное] поражение, а также тяжелее для нашего врага». Он советовал дать несколько последовательных сражений, чтобы тем самым измотать противника и устранить угрозу столице. Йездегерд, однако, был слишком молод и упрям, чтобы слушать Рустама, и настаивал на немедленном генеральном сражении. Все же последовали переговоры с посланниками мусульман, на которых был затронут вопрос о территориальных уступках арабам, на что иранская сторона ответила отказом. Переговоры не увенчались успехом, и компромиссному миру Йездигерд предпочел сражение.
Рустам, повинуясь приказу, стал стягивать войска в Сабат, расположенный юго-западнее Ктесифона, чтобы оттуда выступить в направлении Кадисии, навстречу противнику. Выступая в поход, Рустам обратился с призывом ко всей иранской знати, в том числе к своему брату марзбану Биндувану, приводить в порядок крепости и сплотиться для отпора врагу. О том, насколько медленно развивались события, свидетельствует то, что от выступления Рустама из Ктесифона до начала сражения с Садом прошло четыре месяца.

Рустам всё же попытался договориться с арабами. Поэтому он послал им письмо с предложением компромиссного мира и одновременными угрозами:
«И теперь не пытайтесь развязать войну против столь великого монарха, ибо исход ее будет зависеть от него. Внимательно изучите содержание его письма, наполненного добрыми советами; не закрывайте глаза и уши мудрости.»
Неопределенность обстановки заставила Рустама искать перемирия если не для того, чтобы прийти к мирному соглашению, то для того, чтобы выиграть время и лучше расположить свои силы и освоиться с местностью. Длительность переговоров с послами Са'да разные авторы определяют по-разному. Их показания колеблются сроком от трех дней до одного месяца. В течение этих бесперспективных переговоров Рустам встречался с Зухрой, а после него — еще с шестью приближенными Са'да, из них первые три приходили по одному. После того, как сторонам не удалось договориться, Рустам перешёл через проток Атик, чтобы начать сражение.
В последний день сражения, когда солнце поднялось выше, в лицо персам подул сильный западный ветер, обрушив на них тучи черной пыли. Ураганом был сорван и брошен в Атик навес над троном Рустама. Один из арабских отрядов пробился к ставке Рустама. Тот сделал неудачную попытку бежать, был настигнут и убит преследователями. Свидетельства утверждают, что Рустам был найден мертвым во время песчаной бури с более чем 600 ранами на теле. Версия Якуби далее уточняет, что Тулайха, и Курт бин Джамма аль-Абди были людьми, которые обнаружили труп Рустама.
Фирдоуси, автору «Шах-наме», захотелось сделать из Рустама могучего витязя. По версии Фирдоуси, он погибает в поединке с Са'дом: иранский полководец низвергает врага на землю и сходит с коня, чтобы отделить ему голову от тела, но пыль застилает ему глаза; этим воспользовался Са'д и нанес Рустаму несколько смертельных ударов. Гибель полководца вызвала смятение в иранском войске, и оно отступило. Поражение при Кадисии и гибель полководца Рустама стало началом конца Сасанидского Ирана.

## Личность
Шахнаме описывает его так: «Мудрый, воинственный и тот, кто был завоевателем. Он был вычислителем звёзд, обладал большой проницательностью; и внимательно прислушивался к тому, что советовали его советники».
Кристенсен описывает его как: «Человек, наделенный необычайной энергией, хороший администратор и прекрасный генерал».